# II Korpus Kanadyjski

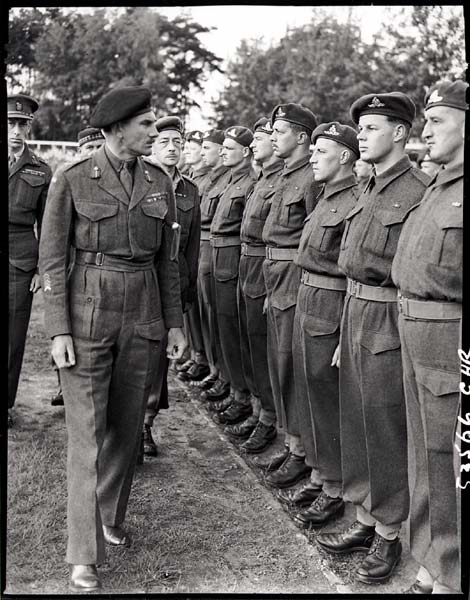
Generał Simonds dokonuje inspekcji jednostek II Korpusu Kanadyjskiego (31 maja 1945)

II Korpus Kanadyjski – wyższy związek taktyczny wchodzący w skład 1 Armii Kanadyjskiej podczas działań wojennych w Europie Zachodniej w okresie II wojny światowej. 

## Historia
Sztab korpusu został utworzony w Wielkiej Brytanii na początku 1943. Na jego czele stanął generał Guy Simonds. Gotowość operacyjną korpus osiągnął 11 lipca 1944 i tymczasowo wszedł w skład brytyjskiej 2 Armii. Jego pierwszą akcją bojową były walki o Caen w ramach Operacji Atlantic (18–20 lipca). Następnie wziął udział w nieudanej Operacji Spring. 23 lipca został włączony do nowo powstałej 1 Armii Kanadyjskiej. Na przełomie lipca i sierpnia w skład korpusu weszła polska 1 Dywizja Pancerna generała Stanisława Maczka. W następnych miesiącach korpus brał udział w bitwie pod Falaise, walkach o ujście Skaldy oraz wyzwalaniu Belgii i Holandii. Szlak bojowy zakończył w maju 1945 roku na terenie północnej Holandii i północno-zachodnich Niemiec. 25 czerwca 1945 został rozformowany.

## Ordre de Bataille
Stan w drugiej połowie sierpnia 1944 r.:
- 2 Kanadyjska Dywizja Piechoty
- 3 Kanadyjska Dywizja Piechoty
- 4 Kanadyjska Dywizja Pancerna
- 1 Dywizja Pancerna (polska)
- samodzielna 2 Kanadyjska Brygada Pancerna